# Planches
Planches är en kommun i departementet Orne i regionen Normandie i nordvästra Frankrike. Kommunen ligger i kantonen Le Merlerault som tillhör arrondissementet Argentan. År 2022 hade Planches 181 invånare.

## Befolkningsutveckling
Antalet invånare i kommunen Planches
| Referens: INSEE |